# غاريث وايت (لاعب اتحاد الرغبي)
غاريث وايت (بالإنجليزية: Gareth Wyatt)‏ هو لاعب اتحاد الرغبي بريطاني، ولد في 4 مارس 1977 في Pontypridd ‏ في المملكة المتحدة.

## وصلات خارجية
- غاريث وايت على موقع سلسلة سباعيات الرغبي العالمية - رجال (الإنجليزية)
- غاريث وايت عل موقع إسبنسكروم (الإنجليزية)
- غاريث وايت على موقع ItsRugby.co.uk (الإنجليزية)
- غاريث وايت على موقع اتحاد ألعاب الكومنولث (مؤرشف) (الإنجليزية)